# چوماد
چوماد (به مجاری:  Csomád) یک شهرداری در مجارستان است که در ناحیه دوناکسی واقع شده‌است. چوماد ۱۲٫۳۹ کیلومتر مربع مساحت و ۱٬۳۱۳ نفر جمعیت دارد.